# Miniya Chatterji
Miniya Chatterji, née le 6 mars 1979 à Jamshedpur, est une universitaire indienne. Elle est l'auteure d'Indian Instincts (Penguin Random House, janvier 2018).
Elle écrit à propos de la condition d'égalité et de liberté en Inde, dans des chroniques des journaux et dans son livre. Elle est également la fondatrice et PDG de Sustain Labs Paris. Sustain Labs Paris est un incubateur de durabilité qui transforme les grandes organisations en entrepreneurs sociaux et donc plus durables. Elle est également la directrice fondatrice de la Fellowship for Climate Action, un programme international basé en Inde pour trouver une solution pour atténuer le changement climatique.
Elle est une conseillère établie et une conférencière, qui défend la cause de la croissance holistique et durable des entreprises indiennes et mondiales. Miniya apparaît dans la liste Business World's 40 under 40 achievers list 2019. Elle est aussi professeure invitée à Sciences Po Paris depuis 2015. En plus, elle a fondé un Master de développement durable qu'elle enseigne à l'École du management et de l'innovation (Paris) et à l'École d'Affaires Internationales de Sciences Po (Paris).
Elle travaillait auparavant comme le chef de développement durable dans l'entreprise Jindal Steel & Power, et elle était l'une des plus jeunes femmes d'affaires en Inde à l'époque.
Miniya était une employée du Forum économique mondial (FEM) et elle était aussi une Global Leadership Fellow (2011-2014).
Elle a été conférencière ou modératrice à Davos et à d'autres sommets régionaux du Forum économique mondial, aux Nations unies, à l'Union Européenne, à PE International, à Microsoft Innovation Cup et à Digital-Life-Design (DLD).
Miniya est membre du jury pour le Prix mondial de l'enseignement et pour le prix The Circulars à Davos.

## Biographie

### Jeunesse
Le Dr. Miniya Chatterji est née à Jamshedpur en Inde. Elle a terminé sa licence et maîtrise à l'Université Jawaharlal-Nehru (JNU) (New Delhi) en 2001. Elle a obtenu son doctorat et son diplôme d'études approfondies (DEA) à Sciences Po (Paris) en 2003 avec des bourses de recherche de l'Université Harvard en 2004 et de l'Université Columbia en 2006-2007.

### Carrière
De 2004 à 2006, elle a travaillé en étroite collaboration avec le bureau du président français Jacques Chirac à Paris, en tant qu'analyste politique de Jérôme Monod, qui était à l'époque conseiller principal du président.
En 2007, elle était une Private Wealth Management Summer Associate pour Goldman Sachs (Londres) et elle a travaillé comme manager de Hedge Fund chez HSBC Hedge Funds à Paris.
En outre, elle a terminé son doctorat en sciences politiques en 2009 à l'Institut d'études politiques de Paris.
Tout en travaillant avec le Forum économique mondial, en 2010, elle a fondé la Stargazers Foundation, qui visait à travailler dans les domaines de l'éducation et de la santé des femmes dans les régions économiquement arriérées de l'Inde.
Dans le cadre de son travail au Forum économique mondial, Miniya a également suivi un Programme de formation de cadres supérieurs en leadership de la Wharton School, de l'Université Columbia ainsi que de l'Institut européen d'administration des affaires (INSEAD).

### Power Ltd
En juin 2014, Miniya est retournée en Inde après avoir passé 14 ans à l'étranger, pour rejoindre Jindal Steel & Power Group of Companies, en tant que Chief Sustainability Officer. Elle était responsable de la mise en place de la division Business Sustainability de JSPL et elle a dirigé une équipe mondiale entre pays comme l’Inde, l’Afrique du Sud, Oman et l’Australie.
Elle a créé et mis en œuvre des stratégies commerciales pour le succès holistique à moyen et long terme de l’acier de 3,14 milliards de dollars, de l'énergie, de l’infrastructure et du conglomérat mondial des affaires. Elle a publié plusieurs éditions du rapport de la durabilité commerciale de JSPL d'après le cadre G4 du Global Reporting Initiative (GRI).

### Sustain Labs Paris
Miniya Chatterji a quitté JSPL en septembre 2017 pour créer son idée d'entreprise Sustain Labs Paris. Elle a fondé cette entreprise à Paris, avec des bureaux à New Delhi et Paris en partenariat pédagogique avec la prestigieuse École des Affaires Internationales de Paris à Sciences-po de Paris qui est la première école européenne d'études supérieures en politique- et est soutenue par l'Institut Français d'Inde.

### Écrivaine
En janvier 2018, son livre Indian Instincts a été publié par Penguin Random House (PRH). Le livre est un ensemble de 15 essais interdépendants sur la qualité de la liberté et de l'égalité en Inde. Le livre se positionne comme une œuvre déterminante et influente, capable d'expliquer l'idée de l'Inde et de l'indianité pour plusieurs années à venir, dans son contexte légitime et mérité.

### Chroniqueuse
Elle est chroniqueuse pour The Indian Express, Le Pioneer, et Harvard Business Review. Elle est représentée par l'agent littéraire David Godwin à Londres.

### Vie personnelle
Miniya Chatterji est mariée à Chirag Lilaramani, un homme d'affaires, et ils ont un fils. Miniya Chatterji est passionnée par les textiles et les métiers à main, ce qui l'a fait figurer sur les couvertures de Raw Mango's look book 2015 et de Vogue.

## The Stargazers Foundation
Miniya Chatterji a fondé The Stargazers Foundation, une organisation à but non lucratif en 2010. La fondation se consacre aux domaines de l'éducation et de la santé des femmes dans les régions économiquement en retard. L'objectif est d'inclure, en fin de compte, des femmes saines et qualifiées de ces milieux dans l'économie et les structures de gouvernance traditionnelles.

## Prix et distinctions
Miniya Chatterji a remporté de nombreux prix. Au niveau individuel, elle a été récompensée par la Fondation Navoothan pour son engagement social personnel. Elle a également reçu le prestigieux CSR India Award 2016 pour la responsabilité sociétale des entreprises (RSE). Elle a été récompensée comme le chef de file le plus influent de l'Inde dans le domaine du développement durable par l'India Sustainability Leadership Summit and Awards en 2018. En 2019, elle a été nommée dans la liste Business World's 40 under 40 Most Influential Business Leaders in India.